# Calameuta
Calameuta (лат.) — род насекомых из отряда перепончатокрылых. Распространённый в Евразии и Северной Америке.

## Описание
Длина тела от 4 до 12 мм. Вершинные сегменты усиков расширены. Ширина нижнечелюстных и нижнегубных щупиков примерно одинакова. Длина переднеспинки больше ширины. Коготки на лапках почти прямые. Церки длинные. Личинки развиваются на злаках.

## Классификация
В состав рода включают более 20 видов.
- Calameuta clavata (Norton, 1869) — США
- Calameuta gaullei (Konow, 1896) — Алжир[3]
- Calameuta filiformis (Eversmann, 1847) — Европа, Россия, Северный Иран, Сирия, Ливан, от Сербии до Амура
- Calameuta filum (Gussakovskij, 1935) — Венгрия, Украина, Ставропольский край, в Сибири до Иркутской области.
- Calameuta haemorrhoidalis (Fabricius, 1781) — Центральная Европа, Южная Европа, Кавказ, Западный Туркменистан, Турция, Израиль, Сирия
- Calameuta idolon (Rossi, 1794) — Европа, Закавказье, Передняя Азия.
- Calameuta middlekauffi Smith D. R. and Schiff, 2005 — Калифорния
- Calameuta pallipes (Klug, 1803)  — Европа, Турция (Анатолия)